# Podachaenium eminens
Podachaenium eminens là một loài thực vật có hoa trong họ Cúc. Loài này được (Lag.) Sch.Bip. miêu tả khoa học đầu tiên năm 1861.